# Harley & Muscle
Harley & Muscle (conosciuti anche come H&M) sono un duo di musica deep e soulful house composto da William Peter "Harley" Cataldo e Flavio "Muscle" Romaniello.

## Storia
"William 'Harley' Cataldo nasce a Toronto il 25 luglio 1970 mentre Flavio 'Muscle' Romaniello a Milano il 5 giugno 1971. La collaborazione tra i due inizia ufficialmente nel 1996 a Milano dove Cataldo, nel frattempo, si era  si trasferito dall'età di 12 anni. I  brani prodotti dalla coppia terminano con un rombo dei motori delle loro Harley-Davidson. I due artisti si dedicano alla composizione e alla produzione fondando due case discografiche: Soulstar Records e Little Angel Records. Sviluppano collaborazioni con artisti come: Kerri Chandler, Kenny Bobien, Lisa Shaw, India, Marie Tweek, Glenn Underground, Lem Springsteen; remixando brani di: Jocelyn Brown, Gloria Gaynor, Leroy Burgess, solo per citarne alcuni. Sul finire degli anni 90' iniziano ad esplorare il mondo 'Deejay' come ospiti nel programma 'MasterMix' in onda su Radio Italia Network, emittente culto per la dance in quegli anni. Questo versante li porterà ad esibirsi in decine di capitali mondiali come Los Angeles, Dubai, Città del Capo, Parigi, Londra, Kaunas, Johannesburg, etc. Dal 2005 hanno consolidano una stretta collaborazione con Kay Rush, conduttrice e dj di Radio Monte Carlo dove da anni è protagonista del programma di musica deep/soulful house: "Unlimited". I due dj hanno prodotto dal format le raccolte fino ad Unlimited XVIII e anche il cd House Classics volume I. Dal 2003 ad oggi, hanno scritto, composto, prodotto e pubblicato 10 doppi album e diverse serie di compilations tra le quali: Cafè Solaire', 'G Lounge', 'House Classics', 'Deep House', 'Addicted to House' e molte altre release."

## Discografia

### Album
- 2004 - Respected Everywhere
- 2006 - A Decade ff Truth
- 2008 - Armed Response
- 2010 - Solid Passion
- 2011 - No Compromise
- 2012 - Handmade
- 2013 - Life Evolution
- 2014 - Creative Power
- 2015 - Follow Your Heroes

### Raccolte
- 2011 - House Classics I (con Kay Rush)
- 2012 - House Classics II
- 2013 - House Classics III
- 2014 - House Classics IV
- 2015 - House Classics V
- 2016 - House Classics VI

### Remix
- 2006 - A Decade Of Truth: Feel It (Dj Pippi & Natural Colour)